# سرخس كروي الرأس
سرخس كروي الرأس (الاسم العلمي:Polypodium sphaerocephalum) هو نوع نباتي يتبع جنس السرخس من فصيلة السرخسية